# Kanton Couzeix
Der Kanton Couzeix ist seit 2015 ein französischer Wahlkreis im Arrondissement Limoges im Département Haute-Vienne in der Region Nouvelle-Aquitaine.

## Gemeinden
Der Kanton umfasst die Wahlberechtigten aus sieben Gemeinden mit insgesamt 21.057 Einwohnern (Stand: 1. Januar 2022) auf einer Gesamtfläche von 184,64 km²:
| Gemeinde       | Einwohner 1. Januar 2022 | Fläche km² | Dichte Einw./km² | Code INSEE | Postleitzahl |
| -------------- | ------------------------ | ---------- | ---------------- | ---------- | ------------ |
| Chaptelat      | 2.096                    | 17,92      | 117              | 87038      | 87270        |
| Couzeix        | 10.011                   | 30,69      | 326              | 87050      | 87270        |
| Nieul          | 1.594                    | 16,97      | 94               | 87107      | 87510        |
| Peyrilhac      | 1.356                    | 38,63      | 35               | 87118      | 87510        |
| Saint-Gence    | 2.208                    | 21,77      | 101              | 87143      | 87143        |
| Saint-Jouvent  | 1.630                    | 24,96      | 65               | 87152      | 87510        |
| Veyrac         | 2.162                    | 33,70      | 64               | 87202      | 87520        |
| Kanton Couzeix | 21.057                   | 184,64     | 114              | 8706       | –            |